# Bulbostylis atrosanguinea
Bulbostylis atrosanguinea är en halvgräsart som först beskrevs av Johann Otto Boeckeler, och fick sitt nu gällande namn av Charles Baron Clarke. Bulbostylis atrosanguinea ingår i släktet Bulbostylis och familjen halvgräs. Inga underarter finns listade i Catalogue of Life.